# Paleis Lobkowicz in de Praagse burcht
Het Paleis Lobkowicz in de Praagse burcht is een paleis in Praag, Tsjechië. Het heeft de functie van een museum en toont een deel van de kunstverzameling van het prinselijk Huis von Lobkowicz. Naast dit paleis in de Praagse burcht is er ook nog het Paleis Lobkowicz, eveneens in Praag, waar de Duitse ambassade is gevestigd.

## Geschiedenis
Jaroslav von Pernstein bouwde het paleis rond 1550 en gebruikte het als vertegenwoordiging voor zijn familie. Zijn kleinzoon Vratislav Eusebius (von Pernstein) verkocht het in 1623 voor 30.000 gulden aan zijn tante Polyxena, de vrouw van Zdeněk Vojtěch von Lobkowicz. In de loop van de eeuwen werd het verschillende malen gerenoveerd, vooral door Wenzel Eusebius. De huidige voorgevel stamt uit de tijd van Franz Joseph Maximilian.
Rond 1918/19 stelde Maximilian Lobkowicz (1888-1967) enkele ruimtes ter beschikking aan de premier van de Tsjecho-Slowakije die ze gebruikte als kantoorruimte. De nieuwe republiek schafte de adellijke titel van de familie af.
In 1939 werd het paleis en het gehele familiebezit door het naziregime in beslag genomen. Terwijl het in 1945 terugkwam naar de familie, werd het in 1948 in beslag genomen door het communistische regime. Na de Fluwelen Revolutie van 1989 en de invoering van de restittutiewetten van 1991 voerde de familie nog een gerechtelijke strijd tot 2002, alvorens zij het paleis terugkregen.

## Museum
Martin Lobkowicz (geboren 1928) opende in 2007 een museum in dit paleis geleid door zijn zoon en schoondochter William en Alexandra Lobkowicz. De verzameling is openbaar toegankelijk en bevat werken van oude meesters en toegepaste kunst, partituren, oude drukken en manuscripten. De verzameling wordt in het Praagse paleis tentoongesteld, maar de stukken komen uit verschillende kastelen van de familie.

### Kunstverzameling van het Huis Lobkowicz
De verzameling is reeds honderden jaren in het bezit van de familie Lobkowicz. Verschillende prinsen kochten werken aan en voegden deze toe aan het familiepatrimonium. In de loop der tijd werden verschillende stukken ontvreemd. Na de val van het Duitse rijk en de communistische periode werden de stukken aan de eigenaars terugbezorgd. Het stadspaleis werd in 2002 weer familiebezit. De verzameling wordt vandaag beheerd door William Fürst von Lobkowicz. De verzameling kent een actief beleid van conservatie, de stukken kunnen wetenschappelijk bestudeerd worden. Ook worden regelmatig bruiklenen toegestaan aan andere musea, zoals het Rijksmuseum, de Royal Academy of Art in London en het Metropolitan Museum of Art.

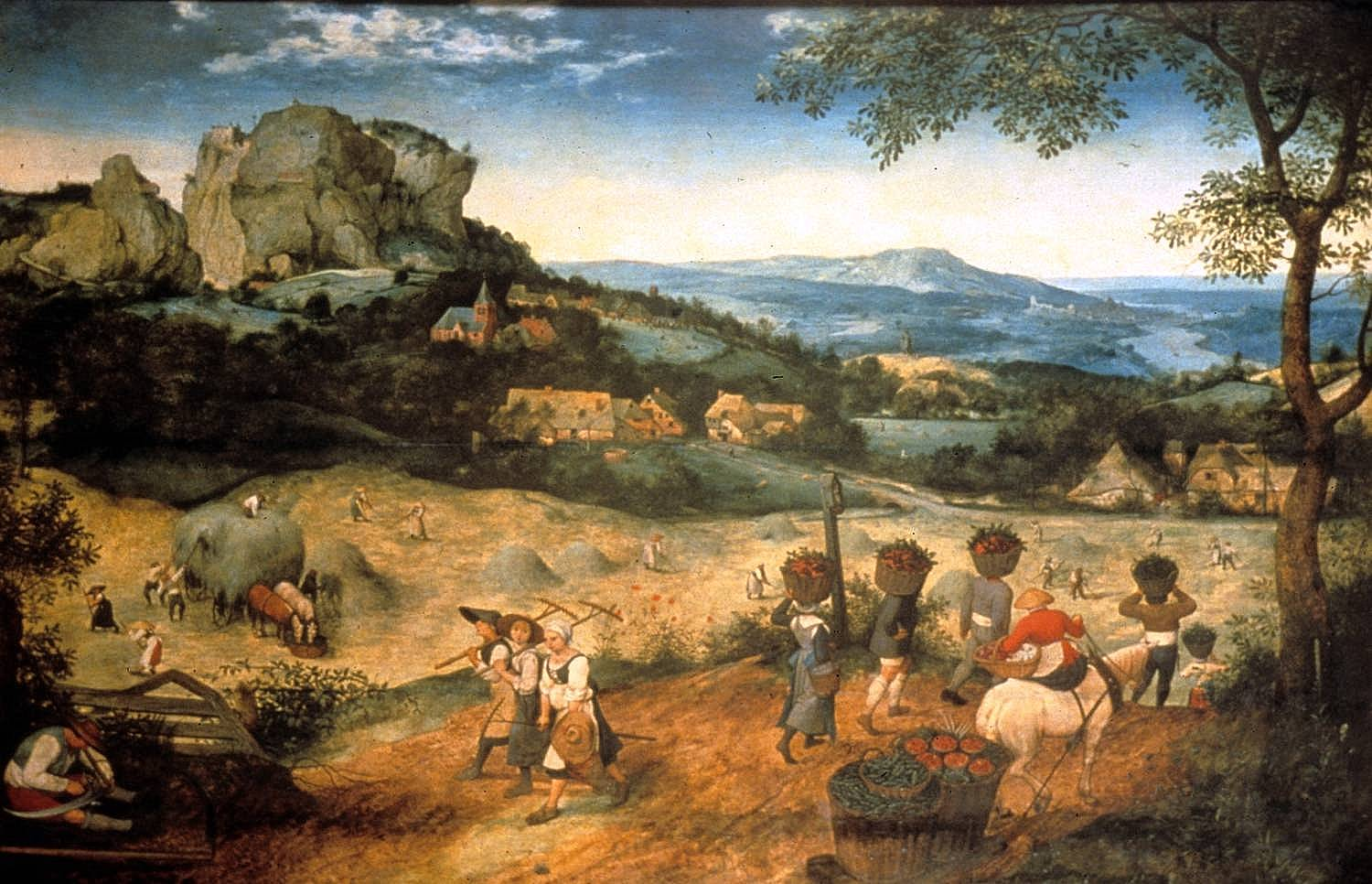
De hooitijd van Pieter Bruegel de Oude, 1565

#### Oude Meesters
- Rubens
- Bruegel
- Jan Brueghel
- Canaletto
- Lucas Cranach de Oude
- Alonso Sánchez Coello
- Diego Velázquez

#### Toegepaste kunst
- Harnassen, wapens, relieken en edelsmeedwerk
- Boheems porselein, Meissen
- Delfts aardewerk
- Pronkkabinetten

#### Bibliotheek
De gedrukte werken worden bewaard in een bibliotheek die meer dan 65.000 volumes telt. Het archief bevat ruim 1,5 km aan manuscripten. Tussen de partituren bevinden zich manuscripten met werken van Mozart, Haydn en Beethoven. Beethoven droeg zijn derde (Eroica), vijfde en zesde (Pastoral) symfonieën op aan de toenmalige Furst von Lobkowic.